# Condado de Hempstead
El condado de Hempstead (en inglés: Hempstead County), fundado en 1818, es un condado del estado estadounidense de Arkansas. En el 2000 tenía una población de 23 587 habitantes con una densidad poblacional de 12.49 personas por km². La sede del condado es Hope.

## Geografía
Según la Oficina del Censo, el condado tiene un área total de 1919 km² (740,9 mi²), de la cual 1888 km² (729 mi²) es tierra y 34 km² (13,1 mi²) es agua.

### Condados adyacentes
- Condado de Pike (norte)
- Condado de Nevada (este)
- Condado de Lafayette (sur)
- Condado de Miller (suroeste)
- Condado de Little River (oeste)
- Condado de Howard (noroeste)

### Ciudades y pueblos
- Blevins
- Clow
- Fulton
- Hope
- McCaskill
- McNab
- Oakhaven
- Ozan
- Patmos
- Perrytown
- Washington

## Mayores autopistas
- Interestatal 30
- U.S. Highway 67
- U.S. Highway 278
- U.S. Highway 371
- Carretera 4
- Carretera 27
- Carretera 29
- Carretera 32